# پست مولداوی
پست مولداوی (انگلیسی: Post of Moldova) شرکت دولتی پست مولداوی است.